# توم كوتون
توماس براينت كوتون (بالإنجليزية: Thomas Bryant Cotton)‏ هو سياسي أمريكي من الحزب الجمهوري ولد في يوم 13 مايو 1977 في بلدة دردنيل في أركنساس. أكمل دراسة الحاسوب في جامعة كليرمونت. هو حالياً عضو في مجلس الشيوخ الأمريكي منذ سنة 2015 كممثل عن ولاية أركنساس. هو أيضاُ عضو سابق في مجلس النواب الأمريكي من سنة 2013 إلى سنة 2015 بعد أن تمكن من هزيمة مارك بريور.